# Iwan Ossipowitsch Jarkowski

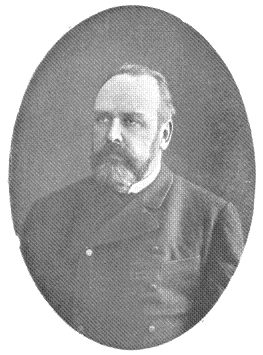
Iwan Jarkowski

Iwan Ossipowitsch Jarkowski (russisch Иван Осипович Ярковский, eigentlich polnisch Jan Tadeusz Julian Jarkowski; * 24. Mai 1844 in Osweja bei Witebsk; † 22. Januar 1902 in Heidelberg) war ein polnischer, in Russland lebender Bauingenieur.
Iwan Jarkowski entstammte einer polnischen Adelsfamilie der Wappengemeinschaft Korsak. Er wurde in einem kleinen Ort im heutigen Belarus geboren. Seine Schulausbildung und sein Studium absolvierte er in Moskau. Er wurde vor allem durch seine Entdeckung des Jarkowski-Effekts bekannt, aber sein Name floss über die englische Transkription auch ein in die Benennung des YORP-Effekts (Abkürzung für Yarkovsky-O’Keefe-Radzievskii-Paddack-Effekt). 1888 entwickelte er auch eine mechanische Gravitationserklärung. Der Asteroid (35334) Yarkovsky wurde am 9. August 2006 nach ihm benannt.